# Chi Đậu vảy ốc
Chi Đậu vảy ốc (danh pháp: Alysicarpus) là một chi thực vật trong họ Fabaceae.

## Một số loài
- Alysicarpus aurantiacus
- Alysicarpus beddomei
- Alysicarpus belgaumensis
- Alysicarpus brownii
- Alysicarpus bupleurifolius
- Alysicarpus campylocaulis
- Alysicarpus cheelii
- Alysicarpus cylindricus
- Alysicarpus diversifolius
- Alysicarpus ferrugineus
- Alysicarpus gamblei
- Alysicarpus glaber
- Alysicarpus glumaceus
  - Alysicarpus glumaceus var. heyneanus
  - Alysicarpus glumaceus var. minor
  - Alysicarpus glumaceus var. pilifer
  - Alysicarpus glumaceus var. styracifolius
- Alysicarpus gracilis
- Alysicarpus gramineus
- Alysicarpus hamosus
- Alysicarpus harnieri
- Alysicarpus hendersonii
- Alysicarpus heterophyllus
- Alysicarpus heyneanus
  - Alysicarpus heyneanus var. ludens
  - Alysicarpus heyneanus var. meeboldii
- Alysicarpus hochstetteri
- Alysicarpus longifolius
  - Alysicarpus longifolius var. major
  - Alysicarpus longifolius var. pygmaeus
- Alysicarpus ludens
- Alysicarpus lupulinus
- Alysicarpus luteovexillatus
- Alysicarpus macalusoi
- Alysicarpus mahabubnagarensis
- Alysicarpus major
- Alysicarpus meeboldii
- Alysicarpus misquitei
- Alysicarpus monilifer
  - Alysicarpus monilifer var. mahbubnagarensis
- Alysicarpus muelleri
  - Alysicarpus muelleri var. clementii
  - Alysicarpus muelleri var. muelleri
  - Alysicarpus muelleri var. typica
- Alysicarpus naikianus
- Alysicarpus nummularifolius
  - Alysicarpus nummularifolius var. surinamensis
- Alysicarpus nummularioides
- Alysicarpus obovatus
- Alysicarpus ovalifolius (Schumach.) J. Léonard;
- Alysicarpus paradoxus
- Alysicarpus parviflorus
- Alysicarpus pilifer
- Alysicarpus pilifera
- Alysicarpus polygonoides
- Alysicarpus porrectus
- Alysicarpus prainii
- Alysicarpus procumbens
- Alysicarpus pubescens
  - Alysicarpus pubescens var. vasavade
- Alysicarpus pylifer
- Alysicarpus quadrangularis
- Alysicarpus quartinianus
- Alysicarpus racemosus
- Alysicarpus rotundifolius
- Alysicarpus roxburghianus
- Alysicarpus rubibarna
- Alysicarpus rugosus
  - Alysicarpus rugosus subsp. reticulatus
  - Alysicarpus rugosus subsp. rugosus
  - Alysicarpus rugosus var. longe exsertus
- Alysicarpus rupicola
- Alysicarpus sanjappae[1]
- Alysicarpus saplianus
- Alysicarpus scaber
- Alysicarpus scariosus
  - Alysicarpus scariosus var. pilifer
- Alysicarpus schomburgkii
- Alysicarpus sedgwickii
- Alysicarpus spicatus
- Alysicarpus squamosus
- Alysicarpus styracifolius
- Alysicarpus suffruticosus
- Alysicarpus tetragonolobus
- Alysicarpus timoriensis
- Alysicarpus trifoliatus
- Alysicarpus vaginalis (L.) DC.[2]: Đậu vảy ốc
  - Alysicarpus vaginalis var. parvifolius
  - Alysicarpus vaginalis var. taiwanianus
  - Alysicarpus vaginalis var. venosa
- Alysicarpus varius
- Alysicarpus vasavadae
- Alysicarpus violaceus
- Alysicarpus wallichii
- Alysicarpus yunnanensis
- Alysicarpus zeyheri

## Hình ảnh

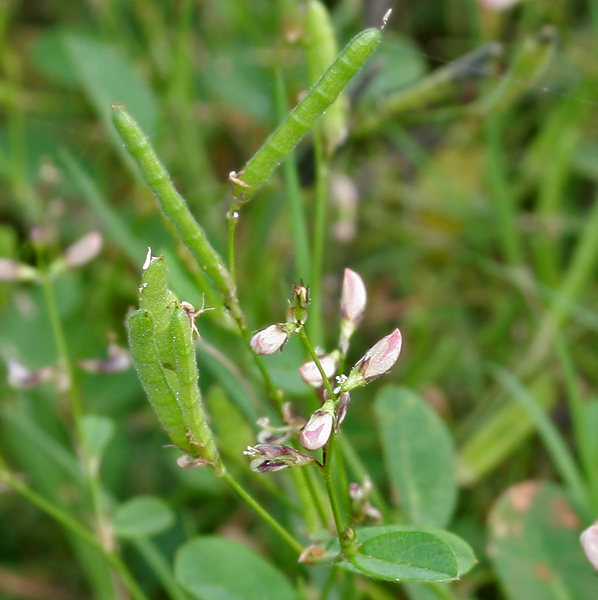
Alysicarpus bupleurifolius
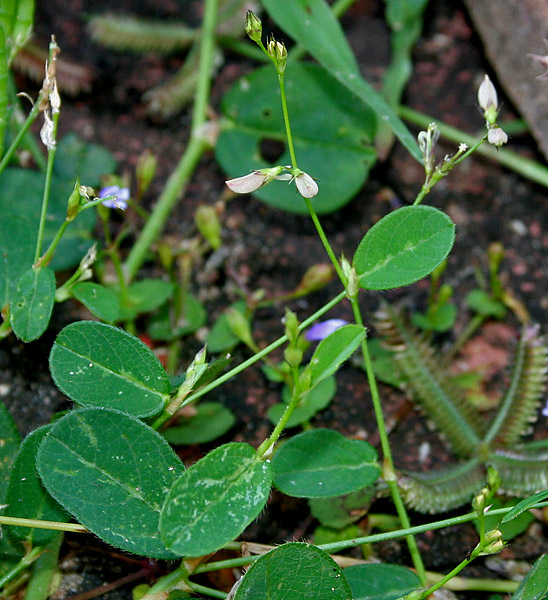
Alysicarpus bupleurifolius
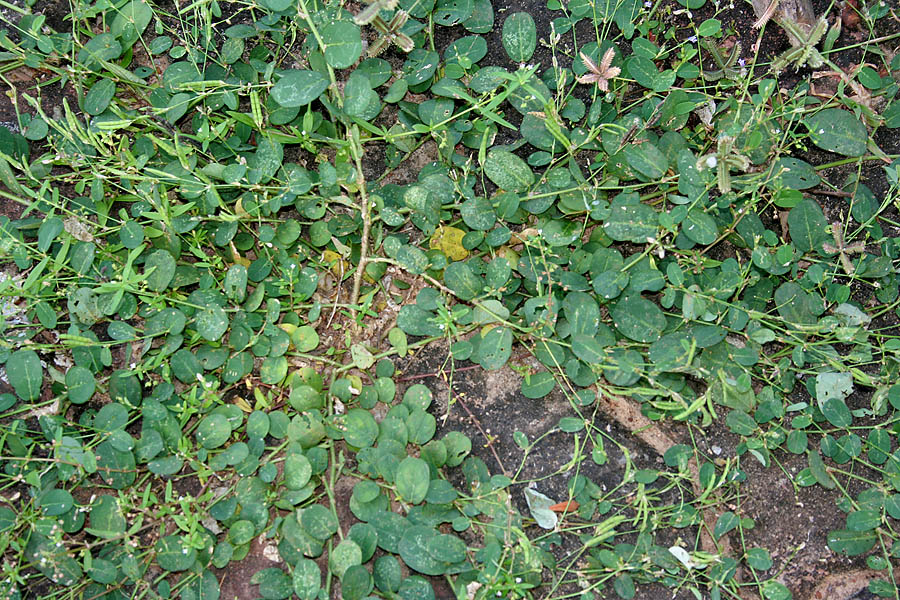
Alysicarpus bupleurifolius

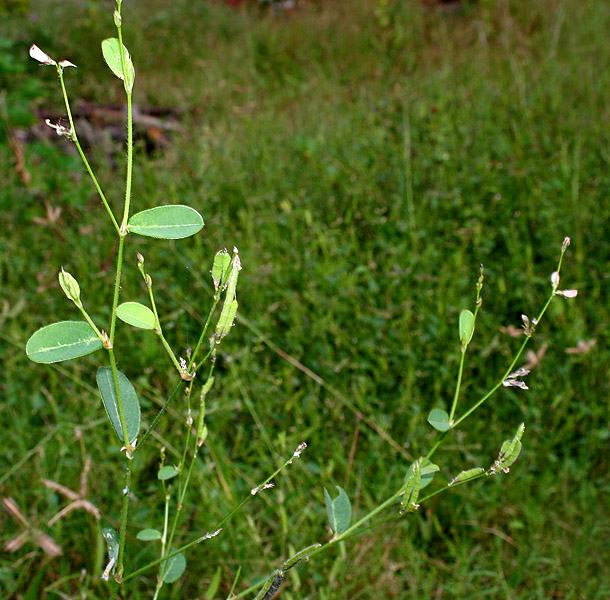
Alysicarpus bupleurifolius
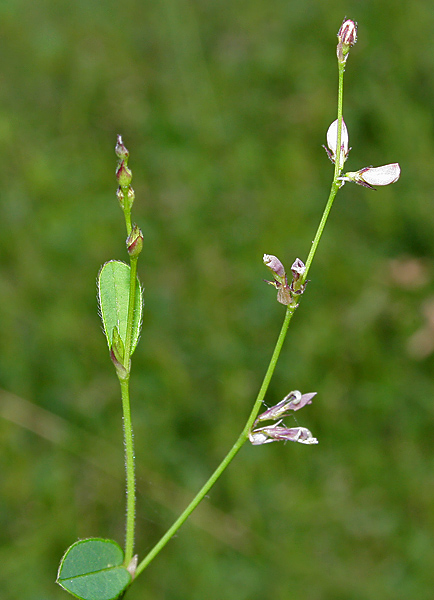
Alysicarpus bupleurifolius
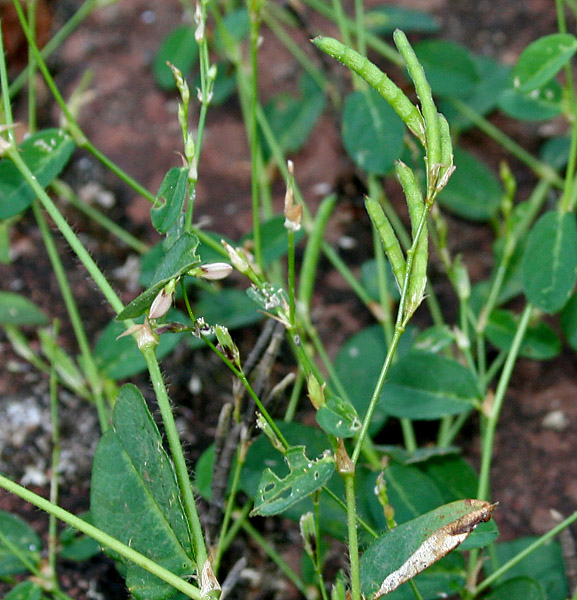
Alysicarpus bupleurifolius

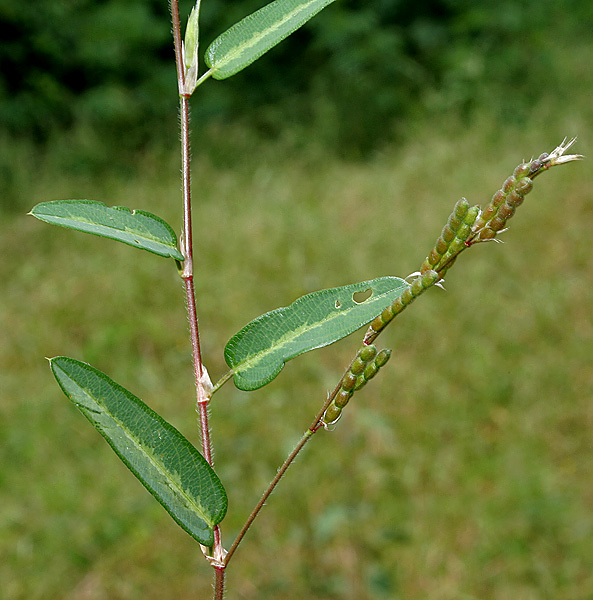
Alysicarpus longifolius
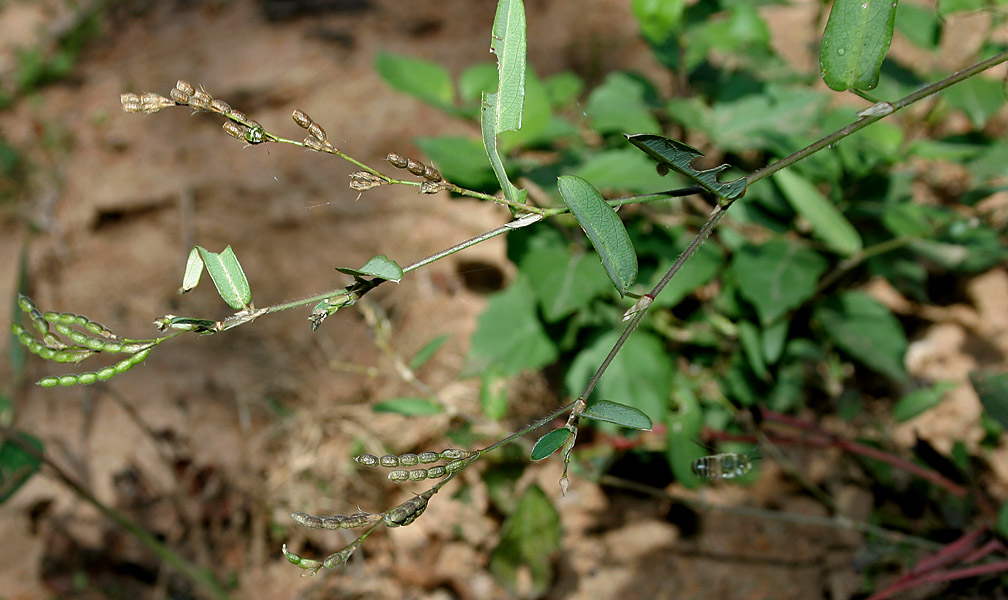
Alysicarpus monilifer
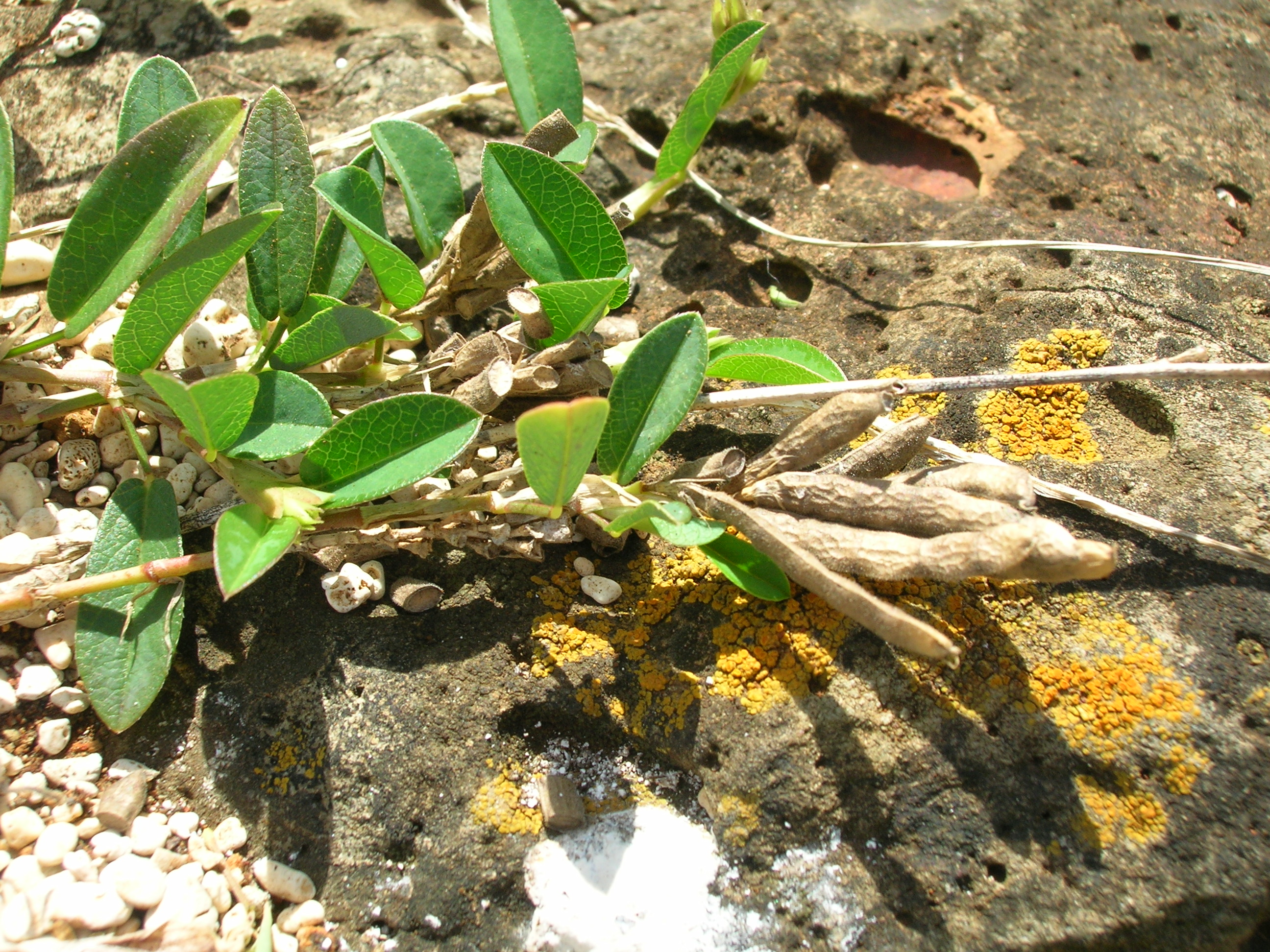
Alysicarpus vaginalis